# 三渓園出入口
三溪園出入口（さんけいえんでいりぐち）は、神奈川県横浜市中区本牧にある首都高速道路湾岸線のインターチェンジである。
1999年に本牧ふ頭から三溪園まで開通した際は「三溪園仮出入口」という本牧ふ頭方面の出入口であったが、2001年に湾岸線が全線開通した際に現在の磯子・幸浦方面の出入口となり、三溪園仮出入口は撤去された。
2025年（令和7年）7月5日より入口料金所がETC専用になっている。

## 接続する道路
- 国道357号

## 周辺
- 三溪園
- 本牧市民公園
- 本牧臨海公園

## 隣
首都高速湾岸線
(B05)磯子出入口 - (B06)三溪園出入口 - (B07A)南本牧ふ頭出入口